# Galeriegrab mit Seitenzugang

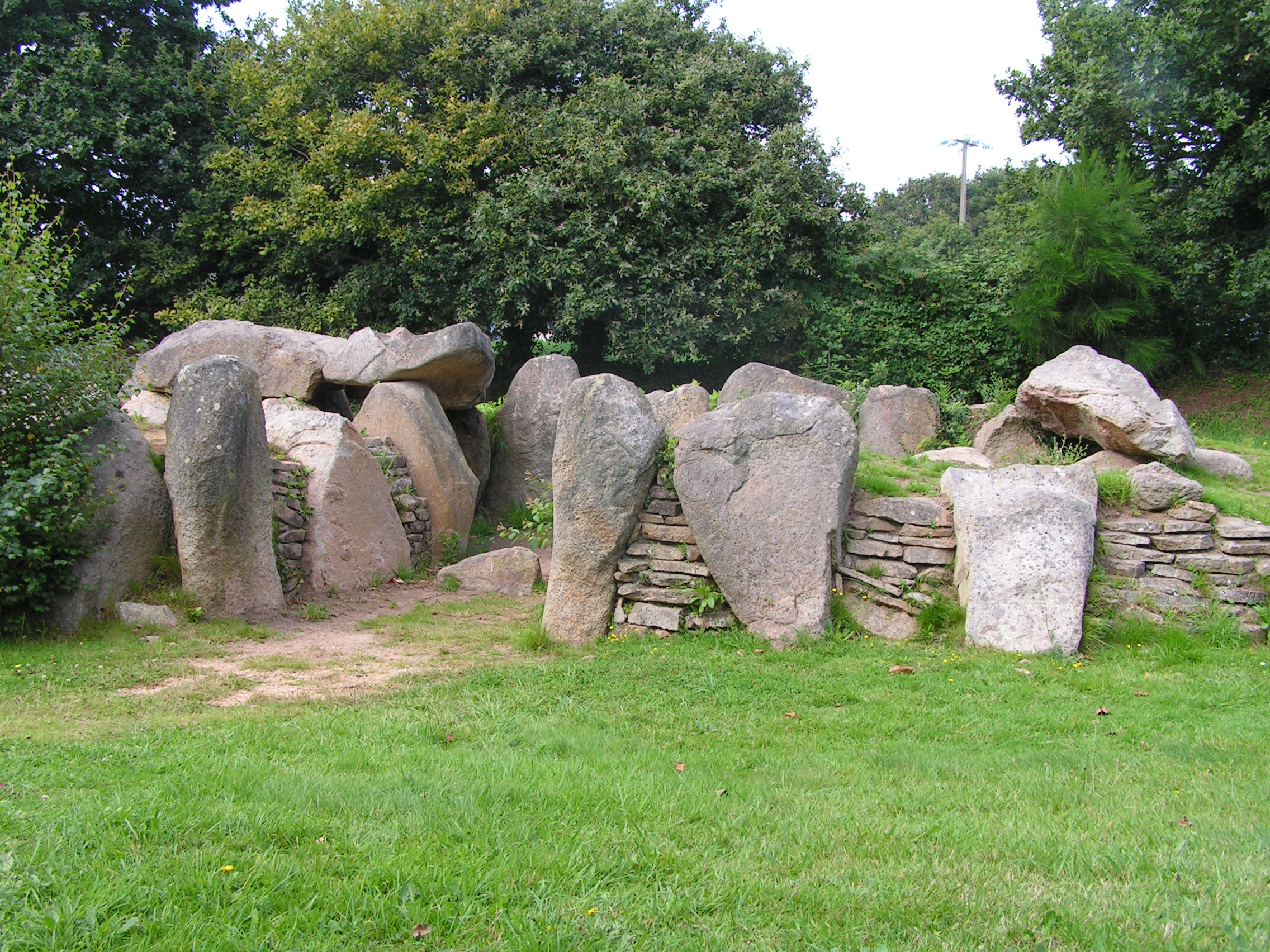
Der Zugang zur Anlage von Crec’h Quillé

Der Architekturstil der französischen Galeriegräber mit Seitenzugang (französisch sépultures mégalithiques à entrée latérale) wurde erst vor kurzem definiert, auch wenn mehrere Denkmäler bereits Ende des 19. Jahrhunderts untersucht wurden. Es sind West-Ost orientierte Galeriegräber mit länglichen, rechteckigen oder trapezoiden Kammern; im letzteren Fall ist das westliche Ende der Kammer breiter und höher. Der nach Süden weisende Gang ist meist zum östlichen (schmaleren) Ende hin verschoben. Die Galerien wurden von rechteckigen randsteingefassten Hünenbetten umgeben.
Der Ursprung der Architektur der Trennung zwischen Gang und Kammer wird bereits bei einigen herkömmlichen, älteren Galeriegräbern deutlich. Auf der Île Guennoc haben einige Galeriegräber im Cairn III ovale Kammern aus Trockenmauerwerk, im Cairn II sind die viereckigen Kammern bereits megalithisch. Beide Anlagen zeigen die Tendenz, die Kammern quer zur Achse zu verlängern. Im Norden der Bretagne, kann der T-förmige Dolmen von Boutouiller als Anlagen mit Seitenzugang betrachtet werden. Sein Gang ist fast 5,0 Meter lang und ein Ende der etwa ebenfalls 5,0 m langen Kammer ist breiter und höher. Der Gang wird durch einen Sturz überdeckt, ähnlich jenen in den Anlagen von Crec’h Quillé und Melus, daher ist sein Design ähnlich jenem der Anlagen mit seitlichem Zugang. Diese Entwicklung wird durch die Reduktion des Ganges, aber auch durch eine Veränderung der Innenmaße fortgesetzt. Die Allée couverte von Corn-er-Houët hat einen erhaltenen Seelenlochzugang.
Die Allée couverte von Petit-Vieux-Sou im Département Mayenne verfügt über eine rechteckige, auf der gesamten Länge 1,5 m breite und hohe Kammer. Der seitliche, gerade Gang liegt auf der langen Südwestseite in der Mitte der Kammer. Den Übergang zwischen Gang und Kammer bildet ein Seelenloch, das in die Hälften zweier benachbarter Platten geschnitten wurde. Ähnliche Seelenlöcher sind an den Anlagen von Corn-er-Houët und Coët-Correc im Zentrum der Bretagne zu sehen.
Obwohl es Zusammenhänge zwischen Anlagen mit seitlichem Zugang wie dem Dolmen von Lestriguiou und der Keramik von Kerugou in der Nordbretagne gibt, sind die kulturellen Formen unterschiedlich. Es dominiert die Quessoy-Brécé-Keramik mit Töpfen mit rundem oder flachem Boden. Die sonstige Ausstattung umfasst Anhänger, geschliffene Äxte, rohe oder retuschierte Klingen und Dolche. Sie sind ziemlich nahe den endneolithischen Formen des Eteauville-Stils oder der Loireinsel Île Briand, die sich vom Tal der Loire bis zur Nordküste und in den Nordwesten des Departements Morbihan finden. Galerien mit seitlichem Zugang sind in Frankreich ebenso selten wie bei der Wartberg-Kultur in Deutschland. Der Dolmen von Chantebrault IV bei Loudun im Département Vienne ist das einzige Beispiel südlich der Loire.